# DJ SPECIAL
『DJ SPECIAL』（ディージェイ・スペシャル）は、日本のAORバンドである1986オメガトライブの企画アルバムである。

## 解説
1986オメガトライブの3枚目のアルバムで、「海辺をドライブしながらFMラジオを聞いている感覚」で聞いてもらうコンセプトで企画されたセレクションアルバム。元は杉山清貴&オメガトライブが1984年に発売した「カマサミ・コング DJスペシャル」の流れを汲んだもの（同企画のアルバムとしては、1980年に発売された山下達郎の「COME ALONG」や、1982年に発売された角松敏生の「Surf Break from Sea Breeze」がある）。
あくまでも「ドライブしながら、カーラジオから流れるオメガトライブの曲を聴いている」というコンセプトのアルバムであるため、ドライブしながらで聞くことが困難であるアナログ盤では発売せず、カセットとCDのみで発売された。またラジオ番組という設定なので、DJによる曲紹介や番組のジングル、さらにリスナーから電話でリクエストを貰う演出なども収録されている。なおこの疑似番組はハワイ州ワイキキに実在するFM局・KIKIの番組と言う設定で、DJもKIKIの人気DJ、ロン・ワイリーが実名で務めている。
内容は既発のシングル3曲とアルバム2枚から選曲、また新曲として「Brilliant Summer」が収録された。なお、「Brilliant Summer」がDJの曲紹介無しで収録されたのは、1989年に発売された「BEST REMIX」にリミックスバージョンで収録されたのが最初であり、オリジナルバージョンは1991年発売の「OmegaTribe History:Good-bye OmegaTribe 1983-1991」に初収録された。

## 収録曲
- カセットでは、1-5曲目がA面、6-9曲目がB面となっている。

1. Cosmic Love
  - 作詞: 藤田浩一、作曲: 和泉常寛、編曲: 新川博
2. 君は1000%
  - 作詞: 有川正沙子、作曲: 和泉常寛、編曲: 新川博
3. Blue Reef
  - 作詞: 矢野朝子、作曲: 高島信二、編曲: 新川博
4. Crystal Night
  - 作詞: 藤田浩一・カルロス・トシキ、作曲: 和泉常寛、編曲: 新川博
5. North Shore
  - 作詞: 売野雅勇、作曲: 和泉常寛、編曲: 新川博
6. Brilliant Summer
  - 作詞: 売野雅勇、作曲: 和泉常寛、編曲: 新川博
7. Super Chance
  - 作詞: 売野雅勇、作曲: 和泉常寛、編曲: 新川博
8. Counterlight
  - 作詞: 売野雅勇、作曲: 西原俊次、編曲: 船山基紀
9. For Each Other
  - 作詞: 藤田浩一・カルロス・トシキ、作曲: 和泉常寛、編曲: 新川博